# Leucosolènids
Els leucosolènids (Leucosoleniidae) són una família d'esponges calcàries (Calcarea). Va ser descrita per Minchin el 1900.

## Gèneres
Els següents gèneres pertanyen a la família Leucosoleniidae:
- Ascute (Dendy & Row, 1913)
- Ascyssa (Haeckel, 1872)
- Leucosolenia (Bowerbank, 1864)